# Fabiola Rimska
Sveta Fabiola (Rim, ? - 399.), ugledna rimska građanka, liječnica i svetica.

## Životopis
Bila je kći bogate i glasovite rimske patricijske obitelji Fabia. Od svog prvog muža, preljubnika i nasilnika, se rastavila. Kada se ponovo udala, bio je to veliki skandal za tadašnje prilike. U tom braku ostala je udovica. Nakon javne pokore (ušla je u Lateransku baziliku odjevena u vreću) i podijeljenog oprosta od pape Siricija, sasvim je promijenila dotadašnji način života. Posvetila se dobrotvornom radu i svojim neizmjernim bogatstvom pomagala crkvama, siromasima i bolesnicima. Bila je prijateljica svetog Jeronima, svete Paule Rimske i svetog Pamahija. Također je osnovala prvu javnu kršćansku bolnicu na Zapadu i u njoj vodila brigu o bolesnicima. 
395. godine je hodočastila u Svetu zemlju, te posjetila svetog Jeronima i u Betlehemu radila kao domaćica u tamošnjem svratištu svete Paule. Željela je stupiti u samostan, ali nije uspjela ostvariti tu namjeru. Nakon povratka u Rim nastavila je dobrotvornim radom. Preminula je u Rimu 399. godine. Zaštitnica je teških brakova, rastavljenih ljudi, udovica te žrtava nasilja, preljuba i nevjere.